# Caroleen
Caroleen è un census-designated place (CDP) degli Stati Uniti d'America, situato nello stato della Carolina del Nord, nella contea di Rutherford. Secondo il censimento del 2020 gli abitanti di Caroleen ammontavano a 560.